# Erasmo Garcia Mendes
Erasmo Garcia Mendes (São Paulo, 1916 – 19 de fevereiro de 2001) foi um naturalista e fisiologista brasileiro. Professor emérito Instituto de Biociências da Universidade de São Paulo (USP), é considerado um dos grandes acadêmicos do Brasil.

## Biografia
Nascido em 1916 na cidade de São Paulo, ingressou no curso de Ciências Naturais da Faculdade de Filosofia Ciências e Letras da USP em 1934, a primeira turma da recém-fundada universidade. Em 1938 já trabalhava como monitor no Departamento de Zoologia. Graduando-se em 1939, neste mesmo ano começou a trabalhar como professor assistente do Departamento de Fisiologia Geral e Animal. Em 1941, no mesmo departamento, foi contratado como assistente científico e no ano seguinte tornou-se primeiro assistente da cadeira, chefiada pelo professor Paulo Sawaya.
Em 1944, defendeu seu doutorado, orientado pelo professor Paulo Sawaya, intitulada Contribuição para a Fisiologia dos Sistemas Respiratório e Circulatório de Siphonops annulatus (Amphibia-Gymnophiona). Dez anos depois, defendeu sua tese de livre-docência em fisiologia geral e animal, com o título Sobre o Metabolismo e o Equipamento Enzimático do Músculo Longitudinal de Holothuria.
Foi docente da Universidade Estadual Paulista entre os anos de 1965 e 1973, onde foi fundamental para a formação do Departamento de Zoologia da instituição. Na Universidade de São Paulo foi precocemente aposentado em 1969 do cargo de professor adjunto do Departamento de Fisiologia Geral e Animal, período de intensa censura da Ditadura militar brasileira. Em 1964, ano do golpe, o reitor Luís Antônio da Gama e Silva nomeou uma comissão não-oficial de professores, cuja função era a de investigar "atividades subversivas" dentro da instituição. Erasmo, junto de Valter Colli, votou contra a comissão no Conselho Universitário, porém não tiveram voz para impedir a perseguição.
Mesmo aposentado, Erasmo continuou atuando tanto na graduação quanto na pós-graduação. Em 1978, tornou-se professor titular do Departamento de Fisiologia Geral. Foi ativo na fundação da Sociedade Brasileira para o Progresso da Ciência e da Sociedade Brasileira de Fisiologia. Participou da da criação do primeiro laboratório de biologia marinha do Brasil, depois incorporado à Universidade de São Paulo. Foi um dos mais importantes membros do Conselho Universitário e foi fundamental para a fundação da Associação dos Auxiliares de Ensino.
Foi membro atuante para a fundação da Associação dos Docentes da USP, do qual também foi diretor. Foi chefe do Departamento de Fisiologia da USP durante a década de 1980, vice-diretor do Instituto de Biociências e diretor do Centro de Biologia Marinha. Foi professor visitante em várias instituição renomadas no mundo, como o Marine Biological Laboratory de Woods Hole, nos Estados Unidos.
Foi aposentado compulsoriamente da universidade em 1985, mantendo porém a orientação de alunos, redação de artigos, cursos e palestas. Foi membro do corpo editorial da Revista de Estudos Avançados da USP até seu falecimento.

## Morte
Erasmo morreu na tarde de 19 de fevereiro de 2001, em sua casa na cidade de São Paulo, aos 81 anos.